# Ludwig Radlkofer
Ludwig Adolf Timotheus Radlkofer (12. december 1829 i München – 16. februar 1927) var en tysk botaniker.
Han studerede først medicin, var derpå
Læge ved Münchens alm. Sygehus, indtil hans
bot. Interesser 1854 fik ham til at gaa til Univ.
i Jena. Han foretog længere Rejser i England og
Frankrig og blev 1859 overordentlig, 1863
ordentlig Prof. og Direktør for det bot. Museum
i München. Han har leveret en lang Række
Arbejder bl.a. over systematisk-anat. Emner og
navnlig værdifulde Publikationer over
Sapindaceerne (»Monographie der Gattung Serjania«,
München 1875; monografisk Behandling af
Familien i Engler & Prantl’s store Haandbog samt
Martius’ Flora Brasiliensis), hvis ofte saa
mærkelige Lianstammers Anatomi han har skildret og
forklaret meget indgaaende. Slægterne
Radlkofera Gilg af den nævnte Familie, Radlkoferella
Pierre (af Sapotaceernes) og Radlkoferotoma O.
Ktze. (af Kurvblomstrede) er opkaldte efter
ham.